# Vella Pillay
Vella Pillay (8 de outubro de 1923 - 29 de julho de 2004) foi um economista internacional sul-africano e membro fundador do Movimento Anti-Apartheid britânico. Ele era membro do Partido Comunista Sul-Africano e coordenou as atividades do partido no exterior, estando Londres, mesmo sendo proibido pelo governo sul-africano. Como presidente do comitê editorial do Anti-Apartheid News, escreveu aprofundadamente sobre a economia sul-africana sob o regime do apartheid.
Pillay estudou na Universidade de Witwatersrand antes de se formar na London School of Economics e na University of London. Ele retornou à África do Sul em 1992 antes das primeiras eleições não raciais em 1994 e coordenou com outros economistas o Grupo de Pesquisa Macroeconômica (MERG) do Congresso Nacional Africano (ANC) a produção dum modelo futurístico para as políticas macroeconômicas da África do Sul. O relatório Making Democracy Work: A Framework for Macroeconomic Policy in South Africa (1993), no entanto, foi rejeitado pelo Congresso Nacional Africano.

## Infância e formação
Vella Pillay nasceu em 8 de outubro de 1923 em Joanesburgo em uma família de baixa renda com seis filhos. Pillay era descendente de Tamil e mais tarde classificado como índio pelo South African Population Registration Act, 1950. Em sua primeira infância, ele foi para uma escola racialmente segregada que foi designada para índios e mestiços. Durante esse tempo, ele ajudava sua mãe a vender legumes para suprir às suas necessidades financeiras da família. Em 1948, Pillay recebeu um diploma de bacharel em comércio pela Universidade de Witwatersrand. Ele foi matriculado como estudante de meio período enquanto trabalhava como contador para uma empresa indiana. 
Ele se mudou para Londres em 1949 e se matriculou na London School of Economics (LSE) no curso de economia internacional. Durante esse tempo, ele trabalhou no Banco da China como agente de pesquisa. Enquanto estudava meio período na LSE, Pillay contou com o apoio financeiro de sua esposa.  Na LSE, Pillay foi supervisionado pelo Laurél do Prêmio Nobel James Meade, que havia sido diretor da secretaria da Seção Econômica e colaborador da Teoria Geral do Emprego, de Keynes. Ele visitou a China várias vezes e conheceu Mao Zedong, Zhou Enlai e outros líderes chineses.

## O Ativista
Durante o tempo de Pillay na Universidade de Witwatersrand, ele foi membro da Federação de Estudantes Progressistas e participou da sessão do Transvaal do Congresso Indiano da África do Sul. A princípio, ele liderou um protesto de arrendatários municipais para a Câmara Municipal de Joanesburgo, quando o fornecimento de água foi interrompido devido a inadiplências das taxas obrigatórias. Seu protesto resultou na restauração do abastecimento de água aos arrendatários municipais. Ele foi membro do Partido Comunista Sul-Africano (SACP) e se envolveu com a liderança Congresso Indiano da África do Sul. No SACP, ele conheceu líderes africanos influentes, incluindo Nelson Mandela, Walter Sisulu, Oliver Tambo e o então presidente do Congresso Nacional Africano, Alfred Bitini Xuma. Durante a década de 1940, Pillay aderiu à resistência ao Pegging Act, de 1943, posteriormente incorporado à legislação do apartheid, que incluía o Group Areas Act, que discriminava os índios.  Ele fez campanha contra a lei que questionava a capacidade dos índios de manter residência e propriedade fora das regiões pré-designadas e liderou um protesto contra as leis sul-africanas que restringiam o movimento de sul-africanos negros e mestiços.
Em Londres, Pillay se envolveu em eventos do Partido Comunista Sul-Africano no exterior mesmo depois que o governo sul-africano baniu o SACP em 1950. Ele era o tesoureiro do partido e fazia parte da equipe que produzia o periódico partidário intitulado de o Partido Comunista Africano. Ele supervisionava os preparativos para o treinamento militar dos agentes partidários na China e na União Soviética. Durante esse período, a casa de Pillay no norte de Londres também serviu como abrigo de diversos sul-africanos que se mudaram para a Grã-Bretanha para conhecer e discutir a aplicabilidade das ideias marxistas à luta pela liberdade na África do Sul. Como resultado da divisão sino-soviética na década de 1960, a posição de Pillay no Banco da China foi vista com suspeita pelo SACP, que permaneceu leal ao Partido Comunista Soviético. Entre 1960 e 1961, Pillay foi confrontado por um representante do SACP - provavelmente Michael Alan Harmel (1915-1974), um mentor político e amigo de Mandela - em um barco num rio em Moscou e instruído a deixar o Banco da China ou seria expulso do SACP.  Pillay recusou e tirado de linha pelo SACP. Ele também recusou uma proposta para a mesma função que exercia, só que num banco soviético, acreditando que seu trabalho com os chineses era mais seguro. 
Em 1960, Pillay foi o membro fundador do Movimento Antiapartheid Britânico, depois de organizar um boicote aos produtos sul-africanos em 1959 e também trabalhou internamente para o Partido Comunista Britânico. Ele atuou em várias funções dentro da organização até 1994. Ele foi vice-presidente da organização de 1980 a 1986 e atuou como tesoureiro da organização. Como presidente do comitê editorial do Anti-Apartheid News, ele escreveu aprofundadamente sobre a economia sob o regime do apartheid, sobre políticas trabalhistas e comerciais e sobre operações da administração sul-africana.  Em 1978, Pillay recebeu um mestrado em economia pela Universidade de Londres.  Durante seu tempo em Londres, Pillay publicou abrangentemente sobre a economia sul-africana e, muitas vezes, usou o pseudônimo "P. Tlale" ao escrever para o comunista africano. 

## Pesquisa e assessoria econômica
Pillay foi admitido no Greater London Enterprise Board do Greater London Council (GLC) de Ken Livingstone em 1981. O conselho foi encarregado de direcionar investimentos da GLC para a economia local, gerarando empregos e oportunidades para minorias, incluindo pretos. Ele atuou como assistente geral da gerência do Banco da China entre 1978 e sua aposentadoria em 1988. Durante esse período, ele contribuiu para as finanças internacionais do banco, incluindo o gerenciamento das reservas cambiais da China. Ele era o consultor econômico do banco e continuou trabalhando em tempo parcial desde sua aposentadoria até 2002.
Pillay retornou a Joanesburgo em 1992 antes das primeiras eleições não raciais em 1994 para coordenar o trabalho de vários economistas como parte do Grupo de Pesquisa Macroeconômica (MERG) do Congresso Nacional Africano (ANC). Como parte do relatório do grupo, de dezembro de 1993, intitulado de Making Democracy Work: A Framework for Macroeconomic Policy in South Africa, recomendou a liberação social e econômica nacional na tentativa de melhorar as condições de vida no país. No entanto, o relatório MERG foi rejeitado pelo Departamento de Planejamento Econômico (DEP) do ANC e o governo priorizou os investimentos em programas habitacionais de grande escala. Pillay havia garantido um prefácio dum relatório de Mandela, no entanto, esse relatório foi vetado pelo DEP. Pillay recebeu um doutorado honorário da Universidade de Natal, por suas contribuições com o MERG em 1995.
Na ocasião do aniversário de 80 anos de Pillay, o presidente Thabo Mbeki o enviou uma mensagem que, em parte, dizia que "sua notável contribuição para a libertação de nosso povo será sempre lembrada com carinho - particularmente por seu papel no estabelecimento de um dos maiores movimentos de solidariedade da nossa época, o Movimento Britânico Anti-Apartheid".

## Vida pessoal
Pillay casou-se com Patricia (Patsy) Truebig (1925 – 2021) em junho de 1948. Truebig era de ascendência austro-alemã. Ele a conheceu em sua jeventude, enquanto era parte do SACP. O casal oficializou o compromisso em Mahikeng, no Cabo, onde era permitido o casamento interracial na época. O casal teve dois filhos, incluindo o matemático Anand Pillay. Durante seus primeiros anos em Londres na década de 1950, quando Pillay estudava na London School of Economics, Patsy sustentou a família enquanto trabalhava no Alto Comissariado da Índia em Londres, trabalhando para VK Krishna Menon, funcionário público indiano e assessor do primeiro primeiro-ministro da Índia, Jawaharlal Nehru.
Pillay morreu em 29 de julho de 2004 no Whittington Hospital, em Highgate, Londres, aos 80 anos.